# 의성부원부인
의성부원부인 홍씨(義城府院夫人 洪氏, 생몰년 미상)는 고려의 초대 왕 태조 왕건의 제26비이다.

## 생애
의성 출신으로, 태사 삼중대광 홍유의 딸이다. 홍유는 신숭겸, 복지겸, 배현경과 함께 태봉의 궁예를 몰아내고 왕건을 옹립한 고려의 개국 1등공신 4명 중 1명으로, 후삼국 통일에도 큰 공을 세웠으며 훗날 태조의 묘정에 배향된 인물이다.
현대의 학자들 중 일부는, 이러한 홍유에 대해 당시 태조가 경상도 북부 지역의 안정을 위한 적임자로 생각하고, 동시에 홍유를 의성 지역의 호족장으로 대우한다는 뜻으로 그의 딸을 자신의 비로 맞이하였다고 보기도 한다.
한편 《고려사》 등에는 의성부원부인의 생애에 대해 자세한 기록이 남아있지 않다. 호는 의성부원부인(義城府院夫人)이다. 그녀는 태조와의 사이에서 아들 의성부원대군만을 낳았다. 의성부원대군은 태조의 제6비 정덕왕후 소생의 공주에게 장가를 들었다.

## 가족 관계
- 아버지 : 홍유(洪儒)
- 어머니 : ?
  - 남편 : 제1대 태조(太祖, 877~943, 재위: 918~943)
    - 아들 : 의성부원대군(義城府院大君)